# Royaume yavana
Le  Yavana ou Yona est un terme indien désignant un groupe de personnes vivant en Bactriane. 

## Description
Leur description est rapportée dans l'épopée du Mahabharata avec les peuples Sindhu, Madra, Kekeya, Gandhara et Kamboja. Le terme renvoie dans l'histoire indienne aux Grecs arrivés avec Alexandre le Grand ainsi que les Indo-Grecs s'étant établis en ancienne Bactrianne au cours du Ier millénaire avant notre ère,.

## Situation géographique
Les Yavanas étaient décrits comme habitant les terres situées au-delà de Gandhara. L'épopée situe le grand royaume de Parama Yona à l'extrême ouest de Yavana. Il est possible que Parama Yona renvoie à l'Ionie de la Grèce. Le nom Yavana pourrait être la forme sanskrite du nom Ionie[réf. nécessaire].

## Mythologie
Dans la mythologie hindoue, les Yavanas sont issus du roi Yayati issu de la dynastie lunaire. Ses cinq fils fondèrent de nombreuses dynasties royales, dont les Yavanas. 

## Voir également
- Royaumes de l'Inde ancienne
- Javanais